# De Vrije Kunstenaar
De Vrije Kunstenaar was een religieus en politiek onafhankelijk orgaan van de Nederlandse kunstenaars, waarin ook de Brandarisbrief was opgenomen. Dit verzetsblad uit de Tweede Wereldoorlog werd van 1 mei 1942 tot en met 1 mei 1945 in Amsterdam uitgegeven. Voor de kosten en de verspreiding zorgde aanvankelijk de Persoonsbewijzencentrale (PBC), die op grote schaal valse papieren produceerde. Onder leiding van Gerrit van der Veen vormde Walter Brandligt, Maarten van Gilse, Violette Cornelius, Nel Hissink, Dionisius Remiëns en Guusje Rübsaam de kern van deze groep. Later werden de gelden verstrekt door het Nationaal Steun Fonds (NSF). Aanvankelijk verscheen het blad onregelmatig en werd het gestencild, maar vanaf augustus 1943 werd het blad gedrukt en verscheen het ongeveer maandelijks, met een oplage van 3000 exemplaren. De inhoud bestond voornamelijk uit algemene artikelen, mededelingen en opinie-artikelen.
Hoewel het blad in de eerste plaats was opgericht om de solidariteit onder de kunstenaars, te bestendigen en een aaneengesloten geestelijk front te vormen tegen de tactiek van de bezetter, werden in de loop van 1943 geleidelijk meer artikelen gewijd aan de positie en organisatie van de kunstenaars, en de verhouding van de overheid tot de kunst. In het nummer van oktober 1943 werd onder de titel 'Een plan' een aanvang gemaakt met de bespreking van het ontwerp 'Beschouwingen over het vraagstuk van de opbouw en organisatie van het Nederlandse Kunstleven'. Het streven van De Vrije Kunstenaar was gericht op een actieve, progressieve cultuurpolitiek; rechtstreeks heeft het verzetsblad zich niet met politiek ingelaten, hoewel veel van zijn leidinggevende figuren politiek links georiënteerd waren. De uitgave werd legaal voortgezet, na enige tijd in combinatie met De Vrije Katheder.

## Voorgeschiedenis
Reeds spoedig na de bezetting van Nederland voorzagen de architect Jac. Bot en de muziekcriticus Paul Sanders dat, evenals in Duitsland was geschied, ook hier te lande de vrije beoefening der kunsten onder nazi-overheersing niet meer mogelijk zou zijn. Teneinde de kunstenaars voor het dreigende gevaar te waarschuwen, schreven zij gezamenlijk brieven, welke aanvingen met de woorden: WEEST OP UW HOEDE. Deze brieven werden in tweehonderd exemplaren met de hulp van vrienden getypt. In het voorjaar van 1941 werd Bot ziek en zette Sanders de brieven alleen voort. De schilder-schrijver Willem Arondeus begon - onafhankelijk hiervan - in 1941 met de uitgave van de Brandarisbrief. Hierin riep hij de kunstenaars te wapen tegen de nationaalsocialistische dwang. 
Op 25 november 1941 werd de Nederlandse Kultuurkamer opgericht; de aanmelding van toneelspelers moest plaats vinden vóór 1 maart 1942, van de overige kunstenaars vóór 1 april 1942. Dit had ten gevolge, dat de kunstenaars zich hechter aaneen sloten en de actie tegen de Duitsers steeds intensiever werd gevoerd. Onder andere werd op 16 februari 1942 een protestschrijven verzonden aan de Rijkscommissaris, dat ondanks de korte tijd van voorbereiding door ruim 2000 kunstenaars werd ondertekend. Naar aanleiding hiervan werden vele vooraanstaande kunstenaars gearresteerd, en ook mr. Jean van Royen, die echter niet betrokken was bij de organisatie van het adres. Zij werden naar het concentratiekamp Amersfoort overgebracht; mr. van Royen is daar op 10 juni 1942 overleden.

## Redactie
In mei 1942 werd De Vrije Kunstenaar opgericht teneinde het contact tussen de kunstenaars te verstevigen en tevens de scheidslijn op te heffen tussen hen, die niet toegetreden waren tot de Kultuurkamer en hen, die dit wel gedaan hadden maar deze daad reeds spoedig betreurden. De initiatiefnemer was de musicus Jan van Gilse; de redactie werd gevormd door hem, zijn zoon de schrijver Maarten van Gilse, en de beeldhouwer Gerrit-Jan van der Veen. J. van Gilse moest reeds spoedig onderduiken; hij werd opgevolgd door de letterkundige Walter Brandligt. Voor alle takken van kunst werden speciale medewerkers benoemd; onder andere J. Bot (architectuur), Arend Hauer en Ben Groeneveld (toneel). De Brandarisbrief werd in De Vrije Kunstenaar opgenomen. 
In april 1943 werden Arondeus, de medewerkers de hispanoloog dr. Johan Brouwer en de architect Koen Limperg, op 30 juli 1943 M. van Gilse en Brandligt wegens de deelname aan de aanslag op het Amsterdams Bevolkingsregister gearresteerd. Op 1 juli 1943 werden de drie eerstgenoemden gefusilleerd; op 1 oktober 1943 ondergingen Van Gilse en Brandligt hetzelfde lot. Hun taak werd overgenomen door Bot en de beeldhouwer Leo Braat. Het schrijven van de Brandarisbrieven werd door laatstgenoemde voortgezet. Op 1 mei 1944 leidde Van der Veen, die ook in de leiding van de Raad van Verzet zat (zie nr. 103), een overval op het Huis van Bewaring aan de Weteringschans te Amsterdam ter bevrijding van een aantal gevangen vrienden. Hij werd hierbij zwaar gewond, doch door zijn helpers in veiligheid gebracht. In de nacht van 14 op 15 mei 1944 werd hij toch gearresteerd; op 10 juni 1944 werd hij in de duinen te Overveen gefusilleerd, tezamen met de beeldhouwer Johan Limpers, de choreograaf Karel Pekelharing en de docent aan de Haagse Academie voor Beeldende Kunsten Paul Guermonprez. 
Bot en Braat leidden nu samen De Vrije Kunstenaar tot in september 1944 L. Lichtveld (schrijver onder het pseudoniem Albert Helman) in de redactie werd opgenomen. Lichtveld schreef de Brandarisbrieven verder toen Braat in het voorjaar van 1945 naar het bevrijde zuiden werd gezonden om daar de belangen der kunstenaars te behartigen bij de regering en het Militair Gezag. Voorts werkten na Dolle Dinsdag onder andere de historica dr. Annie Romein-Verschoor en Paul Sanders aan De Vrije Kunstenaar mee. In het voorjaar van 1945, toen de verbindingen met Amsterdam verbroken waren, gaf een groepje kunstenaars te Groningen, waaronder de architect A. Bakema en de beeldhouwer J. Valk, zelfstandig enige nummers uit. 

## Betrokken personen
- Lou Lichtveld
- Walter Brandligt
- Koen Limperg
- Johan Limpers
- Karel Pekelharing
- Annie Romein-Verschoor
- Jean François van Royen
- Paul F. Sanders
- J. Valk
- Gerrit-Jan van der Veen
- Jac. Bot
- Leo Braat
- Johan Brouwer
- Willem Arondeus
- Jan van Gilse
- Maarten van Gilse
- A. Bakema
- B. Groeneveld
- Paul Guermonprez

## Gerelateerde kranten
- Lichting (verzetsblad, Amsterdam, Utrecht)
- De Vrije Katheder
- Weest op uw hoede... (verzetsblad, Amsterdam) [1]
- De Brandarisbrief (verzetsblad, Amsterdam) [2]
- Bulletin ter verdediging der universiteiten (verzetsblad, Amsterdam) [3]